# Kirmeskuchen

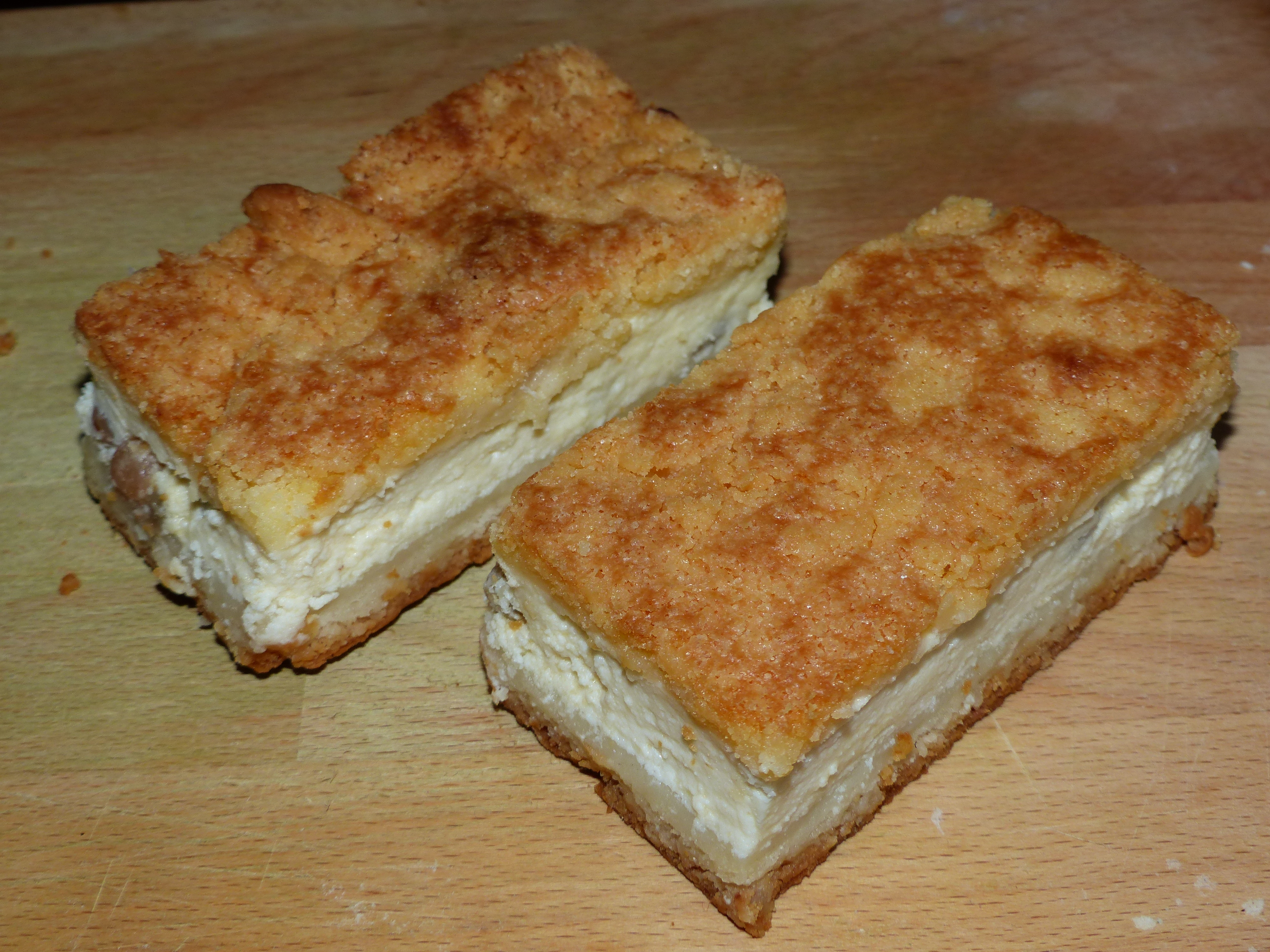
Kirmeskuchen in Sachsen

Der Brauch, zur Kirchweih Kirmeskuchen,  regional Kirchweihkuchen, Kerweblaatz zu backen, ist in Deutschland in vielen Regionen überliefert und wird noch heute gepflegt. Die Rezepte für die Kuchen sind regional sehr unterschiedlich, in der Regel handelt es sich jedoch traditionell um Blechkuchen.
In der Oberpfalz ist Kirchweihkuchen als Kirberkuchen bekannt, welcher traditionell zur Kirber im Herbst gebacken wird. Kirberkuchen ist hier ein fladenartiger, runder Kuchen mit dem Durchmesser eines großen Tellers. Den relativ dünnen Boden bedeckt die sogenannte Schmiere, eine süße Creme. Entsprechend den zwei verschiedenen möglichen Cremearten, die eine mit Quark und Zitronat bzw. Orangeat von weißer Farbe und die andere mit Safran, Rum und Rosinen wird zwischen dem weißen und dem gelben Kirberkuchen unterschieden. Dem Namen entsprechend wird dieser Kuchen zur Kirchweih, in kleineren Dörfern häufig noch in der Art hergestellt, dass die einzelnen Familien die Kuchen mit viel Fleiß und Eifer vorbereiten, zum Backen jedoch zu einem gemeinsamen Brotofen bringen.